# پوداگلا
پوداگلا (به آلمانی: Pudagla) یک شهر در آلمان است که در فرپومرن-گرایفسوالد واقع شده‌است. پوداگلا ۴۵۴ نفر جمعیت دارد.